# Факовка
Факовка — хутор в Шебекинском районе Белгородской области.
Входит в состав Большегородищенского сельского поселения.

## География
Расположен западнее села Стариково, с которым граничит по реке Короче.
Через хутор проходит просёлочная дорога; имеется одна улица: Заречная.

## Население
| 2002 | 2010 |
| ---- | ---- |
| 56   | ↘37  |